# Cratichneumon anotylus
Cratichneumon anotylus là một loài tò vò trong họ Ichneumonidae.